# Durlings led
Durlings led är en vandringsled i Kebnekaisemassivet i Lappland som går från Singistugan till Kebnekaises sydtopp. 
Leden går från Singistugan norrut i Tjäktjavagge, in i Singivagge. Den följer Singijokk mellan Kuopertjåkka och Singitjåkka och fortsätter väster om Singipakte. Den når sedan Kaffedalen där den sammanfaller med Västra leden från Kebnekaise fjällstation upp mot Kebnekaises sydtopp.
Leden går först längs gräsbevuxen tundra, med tilltagande höjd övergår denna till medelsvår blockterräng. I sluttningarna närmast Kaffedalen måste man passera partier med relativt stora stenblock. Till skillnad från västra leden från Kebnekaise fjällstation finns dock inte en enda väldigt brant eller exponerad punkt på hela rutten, varför den kan vara ett bra alternativ för den som önskar begränsa toppturen till att endast innefatta hård vandring. Ytterligare en fördel över Västra leden är att den stort sett stiger konstant hela vägen till toppen.
Lantmäteriets fjällkartor har leden utritad som en "lämplig färdväg". Denna sträckning kan med fördel följas i de flesta fall. Om Singijokk har ett högt vattenflöde, kan man, i början av leden, istället gå in i Singivagge på den norra sidan av Singijokk för att undvika behöva korsa vattendraget senare. Ravinens nordsida lutar dock brant ner mot Singijokk och stigen där är till stora delar förstörd av skred varför detta vägval kan innebära större risker.
Leden har fått sitt namn efter den svenske, i Storbritannien boende, sjukgymnasten G. Durling, som ledde den tredje expeditionen som besteg Kebnekaises sydtopp. Detta ägde rum den 8 augusti 1895.